# Palacio Giustinian Persico
El palacio Giustinian Persico es un edificio histórico italiano situado en el sestiere de San Polo de Venecia, con fachadas al Gran Canal y al rio San Tomà, a poca distancia del palacio Tiepolo y enfrente de los palacios Mocenigo.

## Historia
La casa fue encargada por la familia noble Giustinian, pasando poco tiempo después a la adinerada familia Da Persico, originaria de Bérgamo, pero admitida en la nobleza veneciana el 18 de marzo de 1685, después del pago de 100.000 ducados a la República.

## Descripción
Del edificio, construido en el siglo XVI, destaca la fachada principal, una de las primeras levantadas en Venecia en estilo renacentista que, a pesar de mostrar influencia del arquitecto Mauro Codussi, no puede atribuírsele a él. Está revocada en un llamativo color rojo, sin elementos marmóreos, y posee dos políforas centrales de cuatro huecos con balcón superpuestas, con dos pares de monóforas laterales.